# Polypogon interruptus
Polypogon interruptus is een overblijvende plant, die behoort tot de grassenfamilie. De soort komt van nature voor in het westen van Noord- en Zuid-Amerika. Het aantal chromosomen is 2n = 42. Polypogon interruptus onderscheidt zich van Polypogon monspeliensis doordat de pluim meer gelobd is en de kafjes kortere kafnaalden hebben. Ook hebben ze een verschillend aantal chromosomen, 42 respectievelijk 28.
De polvormende plant wordt 20-80 cm hoog en heeft geknikte stengels, die op de knopen wortels vormen. Het ruwe, lijnvormige blad is 5-9 cm lang en 3-6 mm breed. Het 2-8 mm lange tongetje heeft kleine haartjes en een stompe top.
Polypogon interruptus bloeit vanaf mei tot in augustus. De bloeiwijze is een 3-18 cm lange, gelobde aarpluim. Het 2,5–3 mm lange aartje bestaat uit één bloem met drie meeldraden met 0,5-0,7 mm lange helmknoppen. De 1,5-3 mm lange, ruwe kelkkafjes zijn gekield, hebben één nerf en een 1,5-3 (5) mm lange kafnaald. Het onderste, glimmende, 0,5-1,5 mm lange kroonkafje heeft vijf nerven en een 0,5-3,5 mm lange kafnaald. Het bovenste, vliezige kroonkafje heeft twee nerven.
De vrucht is een licht tot middelbruine, ellipsvormige, 0,8-1 mm lange en 0,4-0,5 brede graanvrucht.

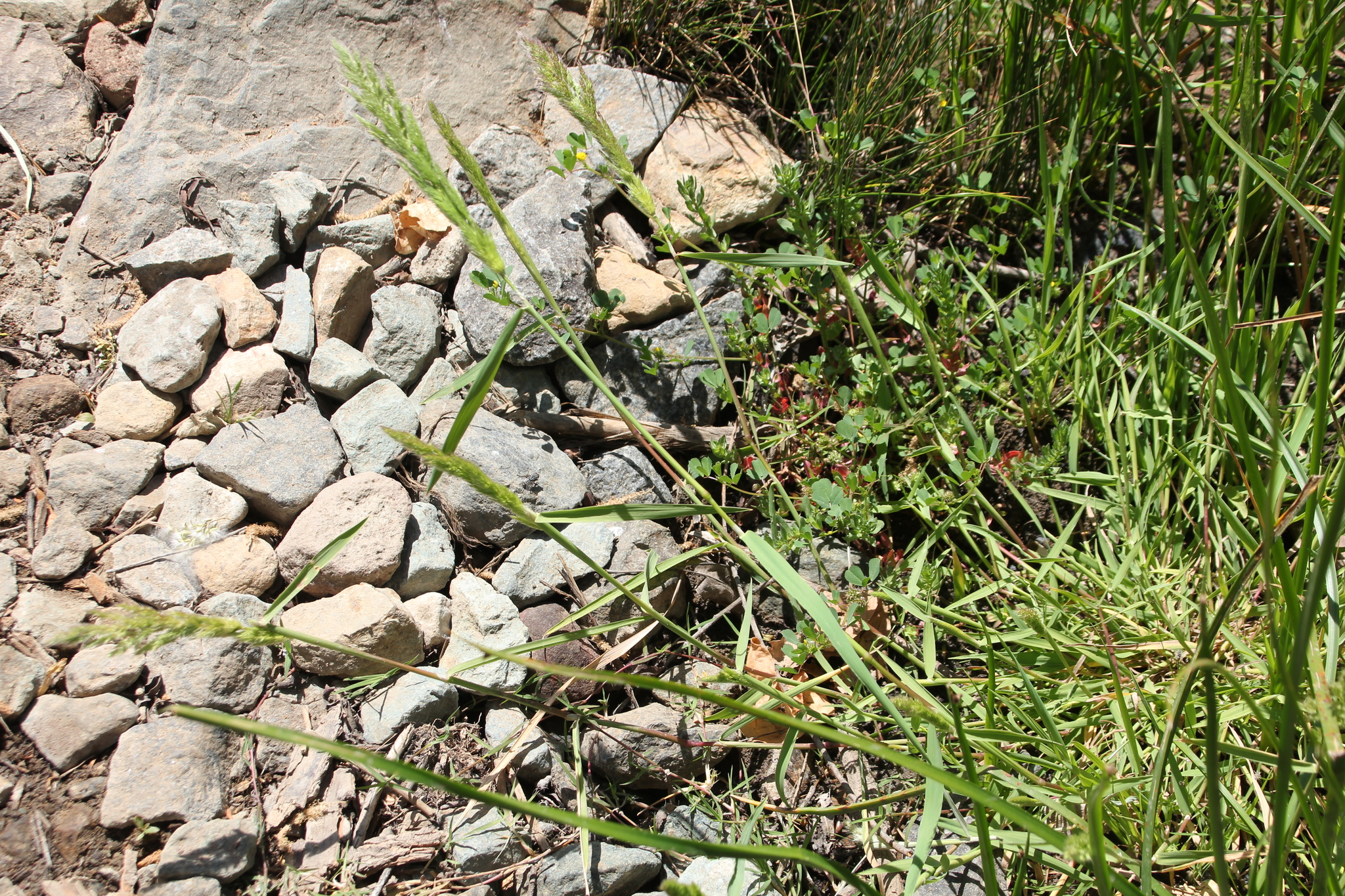
Planten
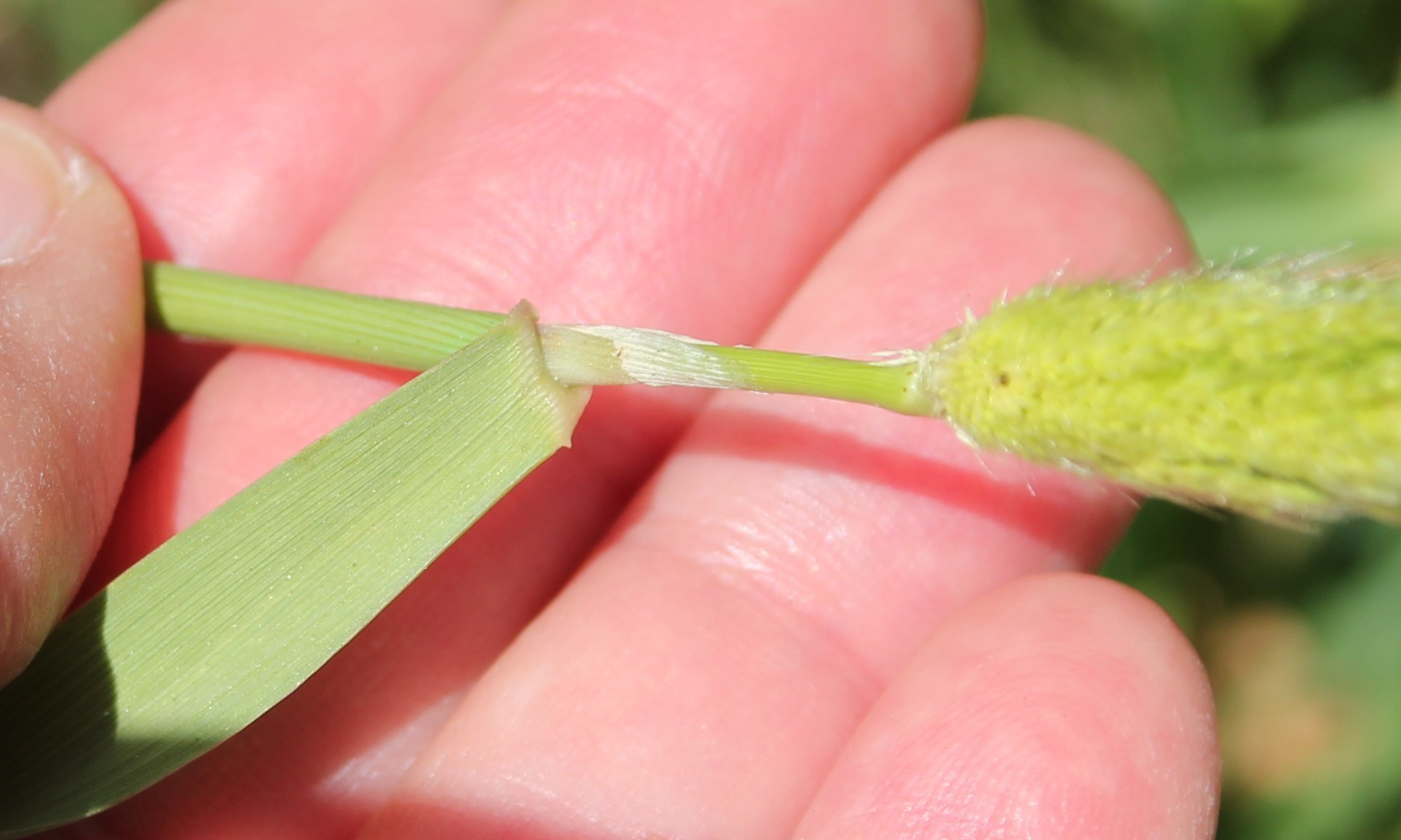
Tongetje
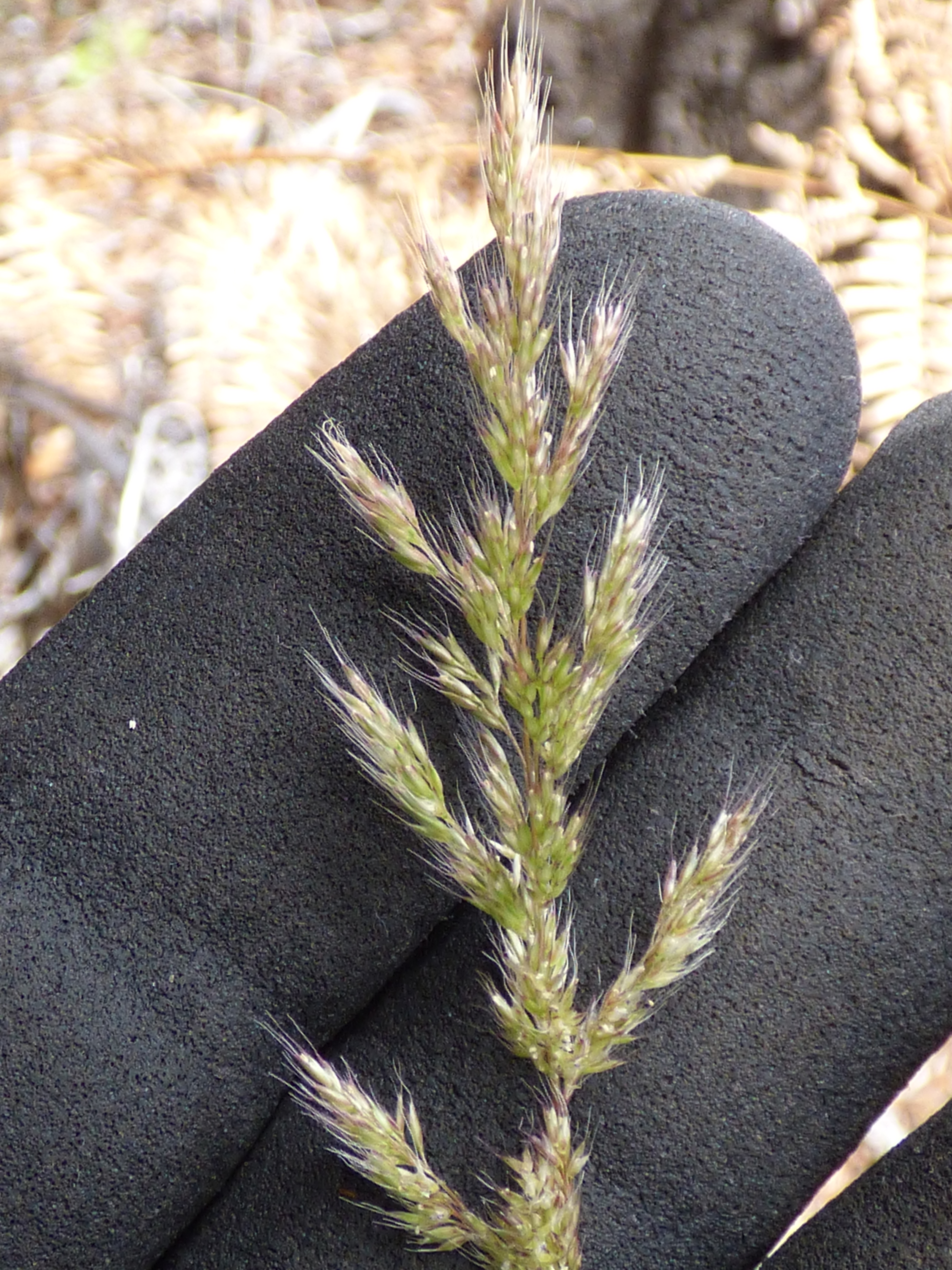
Bloeiwijze
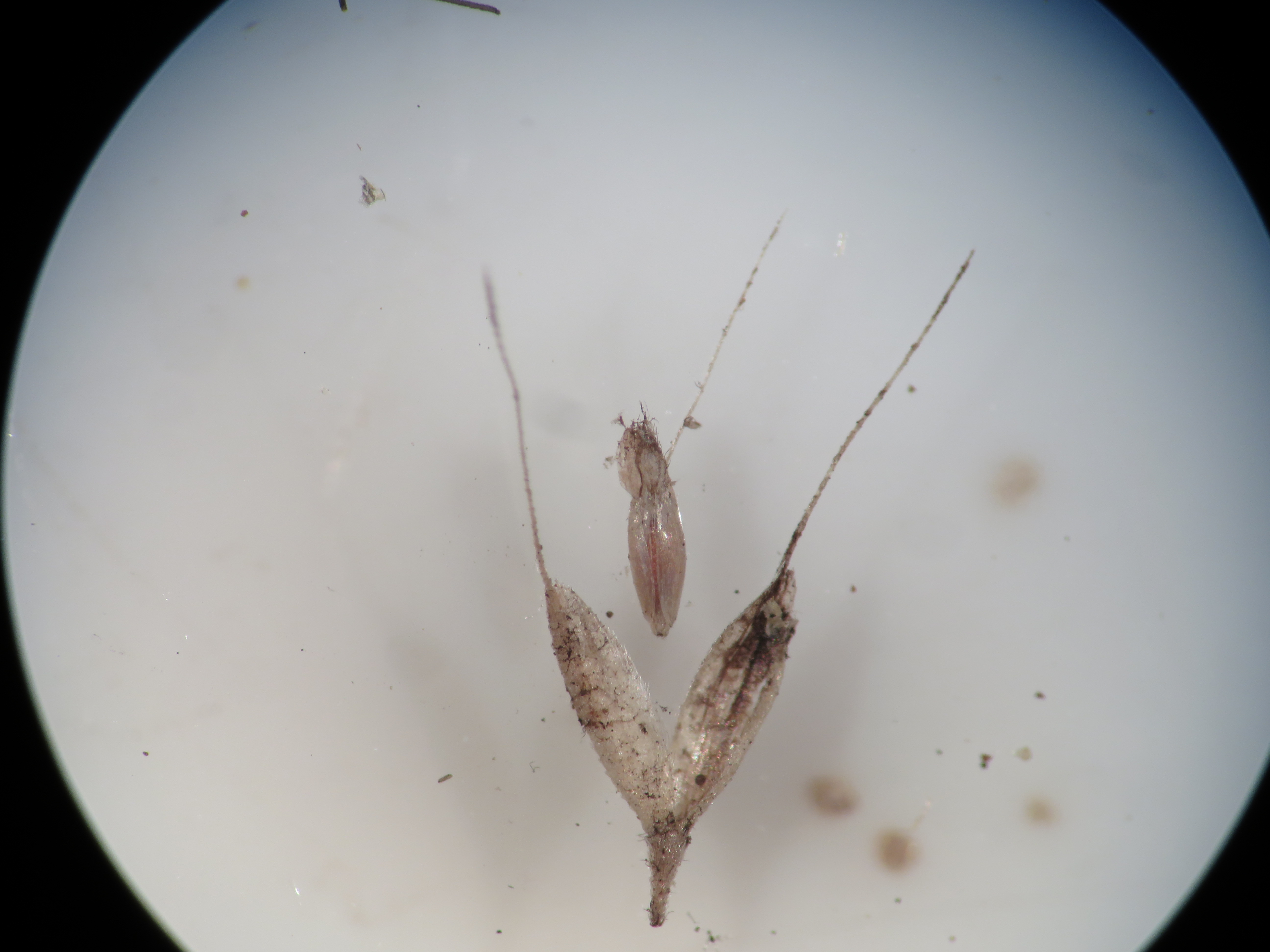
Aartje met graanvrucht
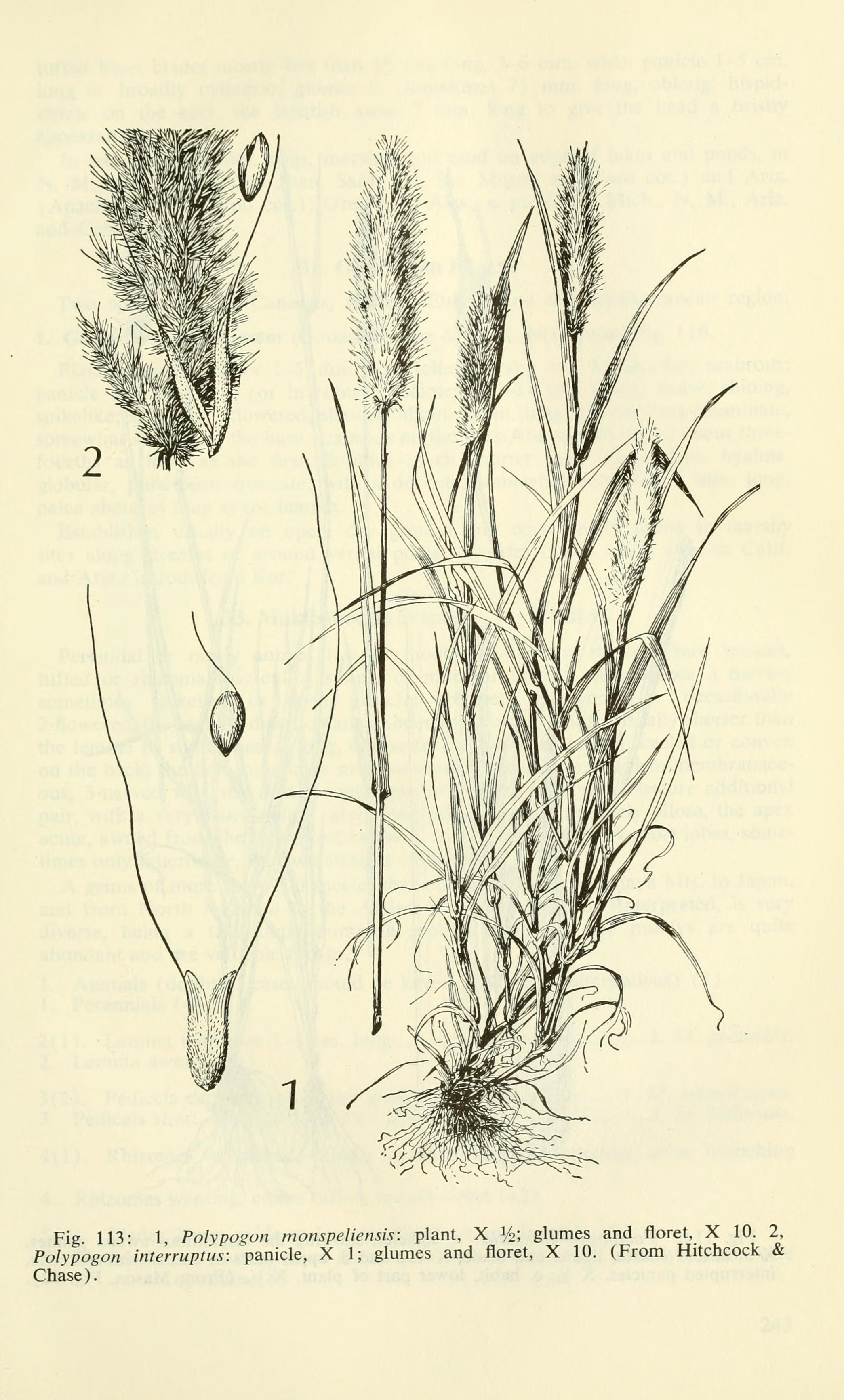
Illustratie

Polypogon interruptus komt voor op vochtige grond of in het water langs beken en in weilanden.